# 张学潮
张学潮（1989年6月21日—），广东汕头人，中国象棋棋手。2014年成为象棋大师，此前曾多次错失晋升象棋大师的机会。在2014年举办的第十八届亚洲象棋锦标赛上，张学潮与队友许国义、郝继超合作，帮助中国队获得了男子团体赛冠军，三人同时晋升为象棋特级大师。